# Petros Christodoulou
Petros Christodoulou (griechisch Πέτρος Χριστοδούλου, * 1960) ist ein griechischer Finanzwissenschaftler. 

## Leben und Wirken

### Biographie
Christodoulou studierte in Athen Finanzwissenschaften. In New York an der Columbia-Universität machte er den Master in Finanzwissenschaften. 
Er arbeitete bei der Credit Suisse First Boston in London, bei Goldman Sachs und JP Morgan. Ab 1998 war er Vizepräsident der National P&K Securities und der National Bank of Greece (NBG; griech.: Εθνική Τράπεζα της Ελλάδος'). Bei der griechischen Nationalbank war er Generaldirektor der Treasury, Global Markets und Private Banking. Als Leiter der Private Banking war er für den Bereich Refinanzierung zuständig.  Seit dem 19. Februar 2010 ist er Chef der staatlichen griechischen Schuldenagentur in der Regierung des Ministerpräsidenten Giorgos Papandreou: „In seiner neuen Position als oberster Schuldenmanager des schwer angeschlagenen Landes trägt Christodoulou erheblich größere Verantwortung“.

### Untersuchungen
Seit dem 25. Februar 2010 werden die Geschäfte der Schuldenreduzierung der Bank Goldman Sachs und anderer mit der griechischen Regierung in Athen untersucht. Dabei sei vor allem die Rolle von Petros Christodoulou wichtig, der bei der Bank Goldman Sachs gearbeitet hatte. „Der Name des Ex-Bankers der griechischen Nationalbank (NBG) steht dabei im Mittelpunkt …  Die amerikanische Behörde interessiert sich insbesondere für die Rolle von Petros Christodoulou im Jahr 2009, als er mit Goldman Sachs die Londoner Zweckgesellschaft Titlos (griechisch τίτλος) gründete, um einen Teil des Schuldenbergs der griechischen Regierung auf die Griechische Nationalbank zu übertragen.“

### Publikationen
Er ist auch der Verfasser mehrerer Publikationen:
- Christodoulou, P. (1978) "Analysis of the Queuing System (M/M/1): (FCFS/⚭/⚭/)", M.Sc. Thesis, Brunel University, U.K.[6]
- Christodoulou, P.: Model Specification and Forecasting Accuracy of Some Seasonal Interaction Models: An Empirical Investigation Using the Airline Data.[7]
- Christodoulou, P.: Forecasting the Annual Electric Energy Demand for Industrial Use in Greece with Exponential Growth Curves.[8]
- Christodoulou, P.: Forecasting the Annual Electric Demand: A Case Study.[9]
- Christodoulou, P.: An Econometric Approach to Forecasting the Chartfield-Prothero Monthly Sales.[10]
- Christodoulou, P.: A Note on Tractors in Spain: A Logistic Analysis.[11]
- Christodoulou, P. u. a.: The electric energy market in Greece, new aspects and trends.[12]
- Christodoulou, P. u. a.: The restructuring of the electric energy market in Greece.[13]
- Christodoulou, P. u. a.: EU strategies to encourage youth entrepreneurship: evidence from higher education in Greece.[14]
- Christodoulou, Petros (Χριστοδούλου, Πέτρος) und Biskas, Pantelis (Μπίσκας, Παντελής) et al.: Longterm peak load forecast considering load management in the Greek power system.[15]
- Christodoulou, P. u. a.: Exploring the Development and the Nature of Merger Waves: Evidence from US and UK Capital Markets.[16]
- Christodoulou, P. u. a.: Panel data methods of exchange rate determination, for the modern float period.[17]
- Christodoulou, P. u.a: Exploring the improvement of corporate performance after mergers-the case of Greece.[18]
- Christodoulou, P. u. a.: Renewable Energy Sources in the Greek Power Market: An Analysis of Policy and Regulations.[19]
- Christodoulou, P. u. a.: Exploring youth entrepreneurship in the European Union, evidences from higher education in Greece.[20]
- Christodoulou, P. u. a.: Long-term peak load forecast in the Greek power system.[21]
- Christodoulou, P. u. a.: A note on M&As and operating performance in the Athens Stock Exchange.[22]
- Christodoulou, P. u. a.: The monetary model of exchange rate determination, thirty years after Bretton-Woods.[23]
- Christodoulou, P. u. a.: Long-term installed capacity forecast for Renewable Energy Sources in the Greek power market.[24]
- Christodoulou, P. u. a.: A theoritical approach in an internal control system: Conceptual framework and usability of internal audit in hotel business[25]
- Christodoulou, P. u. a.: A Note on Evaluation of Merger Waves Diachronically and a Proposition for Business Risk Reduction in the New Era[26]
- Christodoulou, P. u. a.: Internal Auditing as a Main Tool for Efficient Risk Assessment.[27]
- Christodoulou, P. u. a.: Operating Performance, Business Risk and Corporate Mergers: Some Greek Evidence.[28]
- Christodoulou, P. u. a.: Environmental Auditing; Conceptual Framework and Contribution to the Decision Environment.[29]
- Christodoulou, P.: An Examination of the Long Run Performance of Greek Acquiring Firms.[30]
- Christodoulou, P.: Conceptual Framework, Development Trends and Future Prospects of Internal Audit: Theoretical Approach[31]
- Pazarskis, M., Vogiatzoglou, M., Christodoulou, P. and Drogalas, G. (2007) "Exploring the Improvement of Corporate Performance after Mergers - the Case of Greece", International Research Journal of Finance and Economics, Issue 6, Volume 1, November 2006, pp. 184-192. 2007
- Christodoulou, P., Biskas, P., Pazarskis, M. and Vogiatzoglou, M. (2006) "Long-term Peak Load Forecast Considering Load Management in the Greek Power System", WSEAS Transactions on Power Systems, Issue 5, Volume 1, May 2006, pp. 839-845. 2006
- Karanassios, N., Pazarskis, M., Mitsopoulos, Κ. and Christodoulou, P., (2006) "EU Strategies to Encourage Youth Entrepreneurship; Evidence from Higher Education in Greece", Industry & Higher Education, Issue 1, Volume 20, February 2006, pp. 43-50. 2006
- Vogiatzoglou, M. Christodoulou, P., Pazarskis, M. and Drogalas, G. (2006) "Panel Data Methods of Exchange Rate Determination, for the Modern Float Period", International Review of Applied Economic Research, Issue 1, Volume 1, June 2006, pp. 91-101. 2006
- Biskas, P., Christodoulou, P. and Pazarskis, M. (2005) "The Restructuring of the Electric Energy Market in Greece", WSEAS Transactions on SYSTEMS, Issue 9, Volume 4, September 2005, pp. 1581–1588.
- Christodoulou, P., “A Note on Tractors in Spain: Α Logistic Analysis”, in Proc. 6th Balkan Conference on Operational Research of HELORS, Thessaloniki, Greece, 22-25 May, 2002.
- Christodoulou, P., “An Econometric Approach to Forecasting the Chartfield – Prothero Monthly Sales”, in Proc. 1st Balkan Conference on Operational Research, Thessaloniki, Greece, October 17-20, pp. 10-18, 1988.
- Christodoulou, P., “Forecasting the Annual Electric Demand. A Case Study”, 4th Balkan Conference on Operational Research, of HELORS, Thessaloniki, Greece, October 1997.
- Christodoulou, P., “Forecasting the Annual Electric Energy Demand for Industrial Use in Greece with Exponential Growth Curves”, 3rd Balkan Conference on Operational Research of HELORS, Thessaloniki, Greece, October 1995.